# Populus brayshawii
Populus brayshawii är en videväxtart som beskrevs av B. Boiv.. Populus brayshawii ingår i släktet popplar, och familjen videväxter. Inga underarter finns listade i Catalogue of Life.